# Flizelina

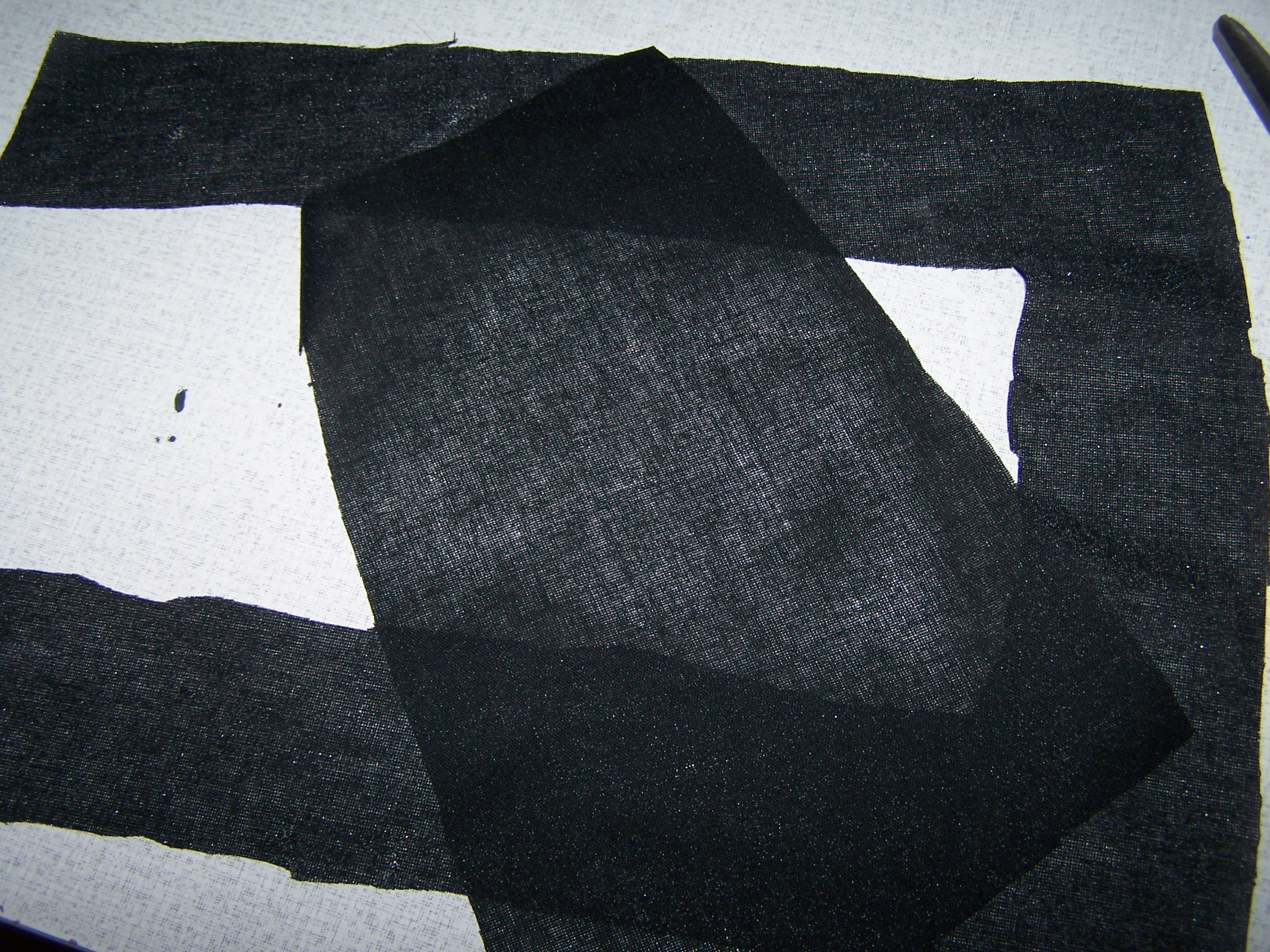
Flizelina

Flizelina (z niem. Vlieseline), ew. fizelina – włóknina powstała z termicznego połączenia włókien syntetycznych (m.in. polipropylenowych, polieterosulfon), bądź ich sklejenia. Stosowana w krawiectwie do usztywniania i modelowania kształtu wyrobów odzieżowych, np. bluzek, marynarek i żakietów. Flizeliny odzieżowe są pokryte masami termoplastycznymi (zwanymi klejem) nanoszonymi w postaci punktowej lub proszkowej. Masy te mają niski poziom topliwości (ok. 100 stopni). Proces podklejania opiera się na wykorzystaniu różnicy topliwości masy termoplastycznej i włókien polipropylenowych i polieterosulfonowych.
Masy termoplastyczne występują w dwóch rodzajach użytkowych: odpornych na pranie wodne (znacznie tańsze) oraz przeznaczonych do odzieży czyszczonej tylko chemicznie.
Flizeliny bezklejowe w mniejszym stopniu służą do podszywania elementów odzieży, zwykle stosuje się je jako podkład przy haftowaniu wyrobów gotowych i półproduktów.
Flizelina zastąpiła tzw. włosiankę wykonywaną z włosia końskiego i przędzy lnianej.
Flizeliny stosowane są także w budownictwie, architekturze wnętrz (tapety).